# Happy Hardcore Clips …And the Show Goes On!
A Happy Hardcore Clips az első mozgóképes anyag volt, amelyet a Scooter kiadott. 1996-ban jelent meg videókazettán. A kazetta tartalma a hét videóklipen kívül kulisszatitkokat, klipfelvételi pillanatképeket tartalmazott.

## Tracklista
1. Welcome To The Scooter Studio
2. Hyper Hyper
3. Move Your Ass!
4. Friends
5. Endless Summer
6. Back In The UK
7. Let Me Be Your Valentine
8. Rebel Yell
9. MTV Megamix
10. Making Of Back In The UK
11. Making Of Let Me Be Your Valentine
12. Making Of Rebel Yell